# Танкосава Симић
Танкосава Симић (Призрен, 25. јануар 1920 — Београд, 1997) била је политички радник, посланик и председник Социјално-здравственог већа Скупштине СР Србије.

## Биографија
Рођена у Призрену 1920 године, Танкосава је завршила гимназију и студирала економију. Од 1941. године учесник је НОБ-а, а исте године се прикључила и СКЈ. После рата била је начелник персоналног одељења Обласног народног одбора и кадар Обласног комитета СКС АКМО, секретар Среског комитета СКС- Ораховац и Урошевац (од 1950), члан Извршног већа Аутономне Покрајине Косова и Метохије (1953-1962). Била је посланик и председник Привредног већа Скупштине СР Србија.
Носилац више одликовања.